# Great Tellico
Great Tellico var en cherokeebebyggelse i det, der udgjorde de såkaldte Overhill Towns i Tennessee, USA. Bebyggelsen lå, hvor Tellico River, der starter i North Carolina, løber ud fra Appalacherne i det nuværende Monroe County, hvor nu bebyggelsen Tellico Plains ligger.

## Navnets oprindelse
I 1700-tallet havde cherokeserne adskillige bebyggelser ved navn Tellico, og Great Tellico fik sit navn, fordi den var den største og vigtigste af disse. Etnografen James Mooney, der levede hos cherokeserne i 1880'erne og indsamlede deres myter og legender, mente, at navnet kom fra et cherokesisk ord, Ta-Li-Kwa, men allerede på Mooneys tid var betydningen af ordet gået i glemmebogen hos stammens medlemmer.
Navnet ses også stavet som Telliquo, og da stammen blev forflyttet til indianerterritoriet i det nuværende Oklahoma i 1838 – 1839, navngav de deres nye hovedstad Talequah, en variant af det oprindelige navn.

## Betydning
I begyndelsen af 1700-tallet var byen en af de største cherokeserbebyggelser i området, og mellem 1730 og begyndelsen af 1740'erne var bebyggelsen stammens de facto hovedstad. Cherokeserne havde ingen fælles ledelse og derfor heller ingen formel hovedstad, men i 1730 blev Moytoy udpeget som stammens første formelle overhøvding, selv om han mere var en repræsentant overfor de engelske myndigheder end egentlig leder. Moytoy kom netop fra Great Tellico, og derfor voksede byens betydning. Da Moytoy og hans søn og efterfølger mistede magten omkring 1741-42, mistede byen igen sin betydning, og omkring 1750 var centrum for stammens ledelse i praksis flyttet til det nærliggende Chota, hvorfra de ledere, der efterfulgte Moytoy, kom.

## "Krigsstien"
"Krigerstien" (en: Warpath) – en gren af "Den store indianske Krigssti" (en: Great Indian Warpath), et netværk af stier i det østlige USA, gik gennem Great Tellico og bandt byen sammen med Chota mod nord og Great Hiwassee mod syd. Desuden gik handelsruten Trading Path eller Tellico Road fra Great Tellico mod sydøst over Unicoi bjergkæden i Appalacherne og dannede forbindelse mellem Overhill cherokeserne og deres stammefæller i de såkaldte Lower Towns i South Carolina og Middle Towns i North Carolina. Trading Path var den vigtigste handelesrute mellem cherokeserne og de engelske kolonister i det 18. århundrede.